# Nepenthes aristolochioides
Nepenthes aristolochioides ist eine fleischfressende Pflanze aus der Gattung der Kannenpflanzen (Nepenthes). Sie wurde 1997 von den Botanikern Mathew Jebb und Martin Cheek erstbeschrieben. Ihr Artenname ist eine Anspielung auf die Gattung der Pfeifenwinden (Aristolochia), deren Blüten eine auffällige Ähnlichkeit mit den Kannen von N. aristolochioides aufweisen.

## Beschreibung

### Vegetative Merkmale
Nepenthes aristolochioides ist ein kletternder Halbstrauch, dessen Triebe zwischen 5 und 8 Metern Länge erreichen können. Die Sprossachse ist drei bis fünf Zentimeter dick und zylindrisch, die Internodien 7 bis 10 Zentimeter lang.
Die ungestielten, lederigen, hellgrünen Blätter werden aus einer 8 bis 14 Zentimeter langen und drei Zentimeter breiten, lanzettlich-spatelförmigen scheinbaren Blattspreite gebildet, die aber im strengen Sinne nur einen umgebildeten Blattgrund darstellt. Dieser wird geteilt von einer starken Mittelrippe, ab ihrem Ansatz verlaufen von der Mittelrippe aus sechs bis zehn Seitenrippen, von diesen aus wiederum ist die Blattnervatur unregelmäßig netzförmig. An den Rändern ist sie mit weißen Haaren bewachsen.
Die an der Spitze des Blattgrundes herauswachsende Ranke ist rund doppelt so lang wie der Blattgrund, bildet keine Schleife und geht an ihrem Ende in den Boden der Kanne über.

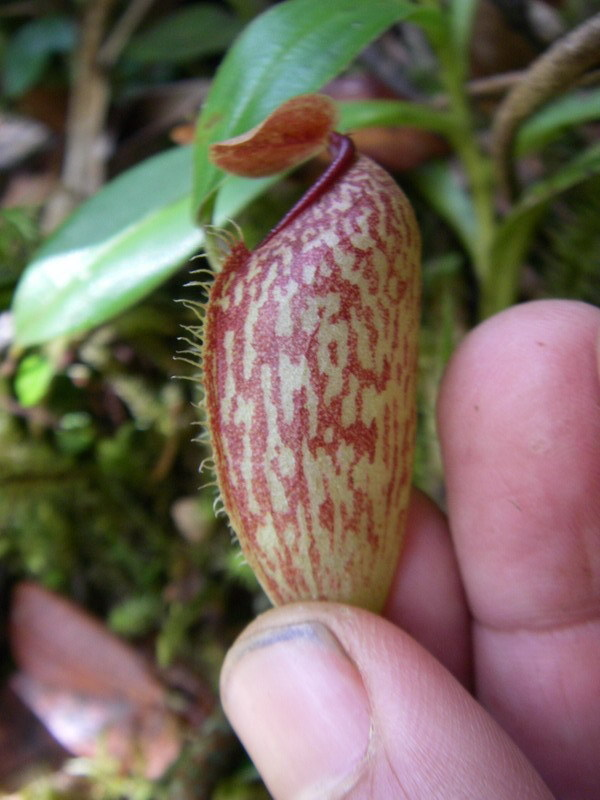
Untere Kanne von N. aristolochioides

Wie viele Kannenpflanzenarten weist auch Nepenthes aristolochioides einen sogenannten „Kannendimorphismus“ auf, die bodennahen Kannen unterscheiden sich also von den Luftkannen.
Die elfenbeinfarbenen bis blassroten und zahlreich rot gefleckten, blasenförmigen, lederigen Bodenkannen sind dickwandig, 5 bis 7 Zentimeter hoch und 2,5 bis 3 Zentimeter breit, ihre Innenseite ist vollständig drüsig. Sie haben zwei fransige Flügel, die vom Kannenansatz bis zum Peristom (dem Rand der Kannenöffnung) verlaufen und bis zu 1 Millimeter breit sind. Die Fransen stehen in einem Abstand von 0,5 bis 2 Millimeter zueinander und sind 3 bis 5 Millimeter lang. Die Kannenöffnung ist kreis- bis eiförmig und bis zu 1,5 Zentimeter breit.

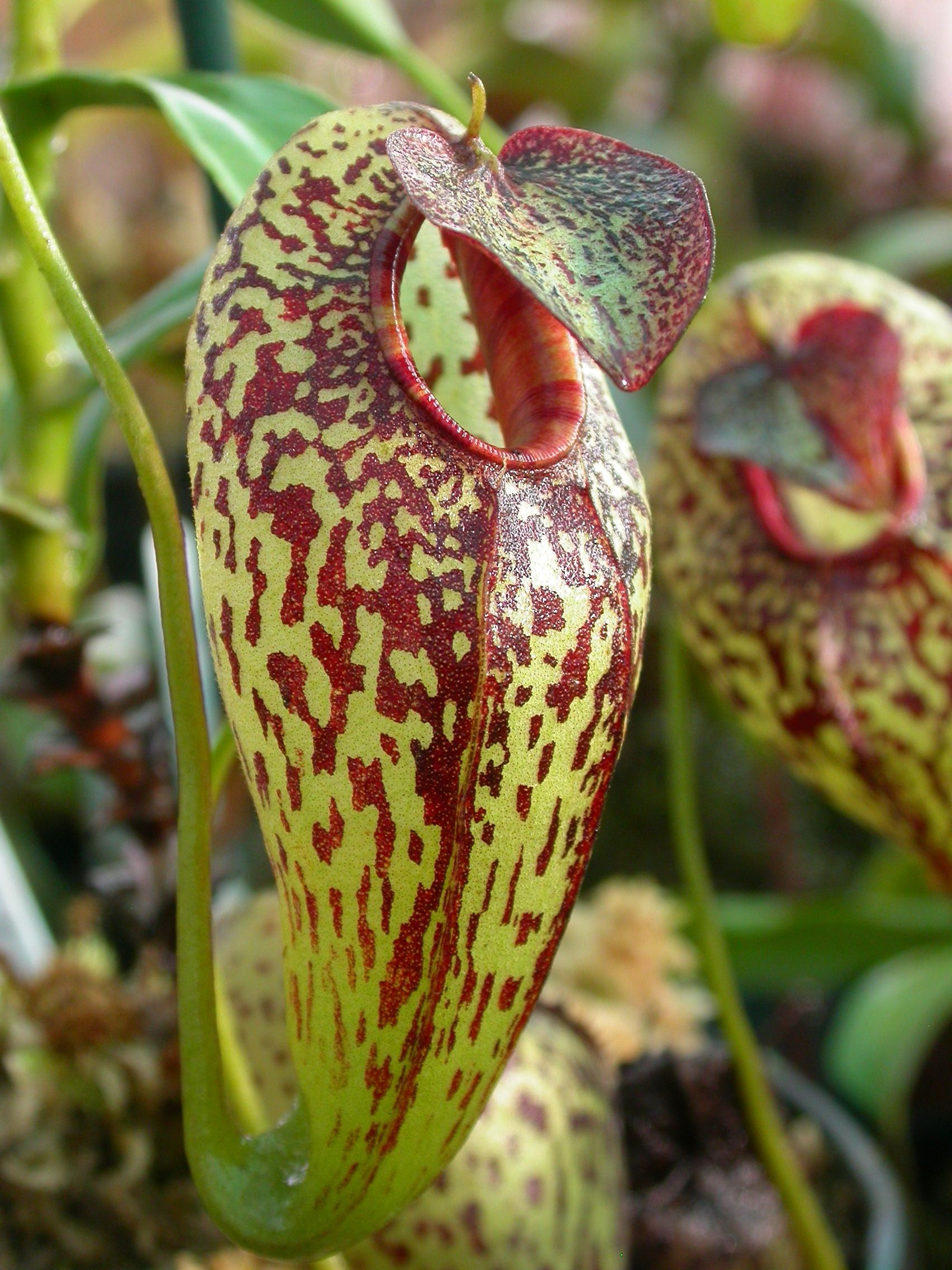
Obere Kanne im Porträt

Anders als bei anderen Arten der Gattung weist sie nicht nach oben, sondern ist seitlich versetzt und sitzt schräg vertikal nach außen weisend am oberen Ende der Kanne. Das rote bis dunkelrote Peristom ist abgeflacht, 7 bis 20 Millimeter breit, die Rippen stehen in 0,3 bis 0,5 Millimeter Entfernung zueinander, die Zähne des Innenrandes sind zwei- bis dreimal so lang wie breit. Der schräg nach unten weisend über der Öffnung sitzende Deckel ist kreis- bis eiförmig mit einem Durchmesser von 1 bis 1,5 Zentimetern, an der gesamten Oberfläche (besonders jedoch nahe der Mittelrippe) mit großen Drüsen besetzt, Auswüchse an der Unterseite fehlen. Von seiner Mittelrippe gehen pro Seite drei deutlich hervortretende Seitenrippen ab. Auf der Unterseite ist der Deckel durchgängig rot, auf der Oberseite gelblich mit kleinen roten Flecken.
Die Luftkannen sind schlank trompetenförmig, 7 bis 10 Zentimeter hoch und 2,5 bis 4 Zentimeter breit. Die Kannenöffnung weist fast vertikal nach außen, das Peristom ist 4 bis 6 Millimeter breit. Der Deckel ist eiförmig und von drei bis vier von der Mittelrippe abgehenden Seitenrippen durchzogen. In allen anderen Punkten sind sie den Bodenkannen gleich.

### Blütenstände, Blüten, Früchte und Samen
Wie alle Kannenpflanzen ist auch Nepenthes aristolochioides zweihäusig getrenntgeschlechtig (diözisch), das heißt, eine Pflanze ist entweder weiblich oder männlich, nie aber zwittrig. Die weiblichen traubigen Blütenstände sind 14 bis 15 Zentimeter lang. Der Blütenstandsstängel ist 4 bis 5 Zentimeter lang und 2 bis 4 Millimeter dick. Die Blütenstiele der unteren Blüten sind 12 Millimeter lang, die der oberen 6 Millimeter.
Die Kapselfrüchte sind 15 bis 20 Millimeter lang. Die Samen sind fadenförmig.

## Verbreitung
Nepenthes aristolochioides ist ausschließlich vom Tujuh-Berg in Zentral-Sumatra auf Höhenlagen zwischen 2000 und 2200 m bekannt. Es wird allerdings für möglich gehalten, dass es auf dem benachbarten Kerinchi, dem höchsten Berg Sumatras, ebenfalls Vorkommen gibt.

## Gefährdungsstatus
Zwar sind die Vorkommen im Nationalpark Kerinchi-Seblat gelegen und dadurch geschützt, Nepenthes aristolochioides ist aber stark bedroht durch illegale Absammlungen von „Pflanzenliebhabern“. Die IUCN führt die Art daher als „stark gefährdet“.

## Botanische Geschichte
Erstmals aufgesammelt wurde Nepenthes aristolochioides 1956 durch Willem Meijer, der sein Exemplar dem damaligen Rijksherbarium der Universität Leiden übergab. Dieses Exemplar (das sich in schlechtem Zustand befand) wurde erstmals 1988 von Joachim Nerz eingesehen. Nach Rücksprache mit Willem Meijer und der Ansicht fotografischer Zeugnisse wurde klar, dass es sich um eine bisher nicht beschriebene Art handelte. Im Sommer 1996 reiste Nerz daraufhin nach Sumatra, um die Art wiederzufinden, und hatte Erfolg. Im Folgejahr wurde die Art von Matthew Jebb und Martin Cheek erstbeschrieben.